# Ilha do Bananal
Ilha do Bananal är en ö i Brasilien.   Den ligger i delstaten Tocantins, i den centrala delen av landet, 600 km nordväst om huvudstaden Brasília.
I omgivningarna runt Ilha do Bananal växer i huvudsak städsegrön lövskog. Trakten runt Ilha do Bananal är nära nog obefolkad, med mindre än två invånare per kvadratkilometer.